# Ratzeburg
Ratzeburg é uma cidade da Alemanha localizada no distrito do "Ducado de Lauenburg", estado de Schleswig-Holstein.
A cidade de Ratzeburg é a sede do Amt de Lauenburgische Seen, união administrativa de 25 vilas entre 50 e 3 mil habitantes ao redor de Ratzeburg, porém, não é membro dessa união.

## Geografía
A cidade és cercada por quatro lagos. Por isso é chamado "Inselstadt Ratzeburg" cidade-ilha de Ratzeburg ou cidade ilhea Ratzeburg). Três aterros artificiais ligam a cidade com o continente. Antigamente havia pontes em lugar dos aterros, e os quatro lagoas formaram uma lagoa grande, e as pontes foram sempre cortadas quando um exército inimigo se aproximava à cidade. Existem famosos locais de turismo e de saúde. O ar é muito puro. A cidade faz parte de uma reserva natural chamado "Naturpark Lauenburgische Seen". 
Ratzeburg faz parte da região metropolitana de Hamburgo. As cidades mais próximas são Mölln, Luebeck e Schwerin. A cidade tem cerca de vinte quilómetros de Luebeck e fica perto da "Alte Salzstrasse" (Antiga estrada de sal), a antiga routa para transportar sal das salinas de Lüneburg para o porto de Luebeck. É atravessada pela estrada que liga Bad Oldesloe e Schwerin. Antes da reunião dos dois Estados alemães, em 1989, ficou muito perto da fronteira entre a RFA e da RDA.

## História
A cidade foi fundada no século XI como Racisburg.
O nome vem do “Ratse” que era o apelido do príncipe de Polábios, Ratibor, que em Weldish (a linguagem de Venedi) significa "régua".
Em 1044 um mosteiro foi construído por missionários cristãos, sob a liderança do abade Ansverus. O mosteiro foi destruído em uma rebelião pagão em 1066, quando todos os monges foram apedrejadas até à morte. Hoje, existem monumentos para o missionário em três igrejas da cidade para comemorar estes acontecimentos. Na catedral de Ratzeburg estão os restos de Ansverus canonizado no 12 º século. 
O duque Henrique, o Leão tornou-se o governador da cidade em 1143 e estabeleceu um bispado em 1154. Ele também foi responsável pela construção do catedral no románico tardio, construída no Norte típico alemão "vermelho-tijolo». Henrique também tem contribuído para a construção das catedrais no Lübeck, Schwerin e Braunschweig, onde ainda são preservados seus restos mortais. 
Mais tarde, a cidade se tornou um bispado, cujo bispo governante teve uma votação na Dieta Imperial. O Bispado Católico de Ratzeburg foi o último estado do norte da Alemanha a se converter para o protestantismo. Em 1550 após a morte do seu último soberano príncipe-bispo Georg von Blumenthal, o estado é convertido por Thomas Aderpul, tornando-se evangélica-luterana em 1554. Politicamente o bispado tornou-se parte do ducado Mecklemburgo.
Da cidade Ratzeburg só a catedral e os arredores dela faziam parte do Bispado de Ratzeburg, o resto tornou-se parte do Ducado de Saxônia-Lauenburg após a queda do Henrique, o Leão. 
A cidade foi quase completamente destruída em 1693, quando rei Cristiano V da Dinamarca o reduziu a escombros pelo bombardeio com canhões. Após este evento, foi reconstruída em estilo barroco. 
Ratzeburg foi brevemente parte da Primeiro Império Francês na guerras Napoleónicas e que foi governada pelo rei da Dinamarca depois do Congresso de Viena. 
Foi anexado durante a Segunda Guerra de Schleswig pelo Reino da Prússia, na província de Schleswig-Holstein, e tornou-se em 1871 junto com a Prussia e outros estados parte da Alemanha. A catedral tornou-se parte da cidade de Ratzeburg somente em 1937 com a Lei do Grande Hamburgo. 
De 1945 a 1989, a Cortina de Ferro passou 5 km ao leste da cidade, colocando-na vizinha da Alemanha Oriental. 
Ratzeburg também é conhecido pelo Clube de Remadores de Ratzeburg, que ganhou já muitas medalhas em jogos olímpicos.
Em um dos cemitérios da cidade se encontra também o túmulo do escultor Ernst Barlach, talvez o mais importante escultor alemão do século XX, que morou em Ratzeburg. 